# Südwestbus
Die RVS Regionalbusverkehr Südwest GmbH – Kurzbezeichnung Südwestbus – ist ein Omnibusunternehmen mit Sitz in Karlsruhe. Sie ist 1989 aus dem Geschäftsbereich Bahnbus Nordschwarzwald-Südpfalz der Deutschen Bundesbahn entstanden und heute eine Tochtergesellschaft der DB Regio AG.

## Unternehmensstruktur
Als Gesellschaft der Deutschen Bahn ist Südwestbus in das Geschäftsfeld DB Regio Bus eingebunden und gehört zum Ressort Personenverkehr. Über 40 Busgesellschaften und Beteiligungen erbringen in diesem Rahmen Verkehre in ganz Deutschland. Im Zuge der Neustrukturierung der bahneigenen Busverkehrsgesellschaften wurde die RVS gemeinsam mit den Schwestergesellschaften Regional Bus Stuttgart GmbH RBS, Busverkehr Rhein-Neckar GmbH sowie Südbadenbus GmbH der neuen Region Baden-Württemberg mit Sitz in Karlsruhe zugeteilt. Im Rahmen dieser Neuausrichtung wurden auch die Verkehrsleistungen im Raum Landau in der Pfalz im Jahr 2015 aufgegeben. Hier wurde bei der Ausschreibung des Linienbündels Bad Bergzabern nicht mehr mit der RVS geboten, sondern mit der Gesellschaft Rheinpfalzbus, welche aus der Schwestergesellschaft Busverkehr Rhein-Neckar GmbH entstanden ist.

## Verkehrsgebiet
Das Verkehrsgebiet liegt in Baden-Württemberg und erstreckt sich um die Städte Freudenstadt, Offenburg und Pforzheim. Der Fuhrpark besteht aus etwa 220 eigenen sowie aus 330 Bussen von 89 mittelständischen Omnibusunternehmen, die im Auftrag der RVS verkehren. Das Personal umfasst 329 Fahrer und 83 weitere Mitarbeiter. Die RVS befördert auf ihren 81 Linien pro Jahr rund 39 Millionen Fahrgäste.
Seit 11. Dezember 2016 fährt Südwestbus den Stadtverkehr in Pforzheim.

## Fahrzeuge

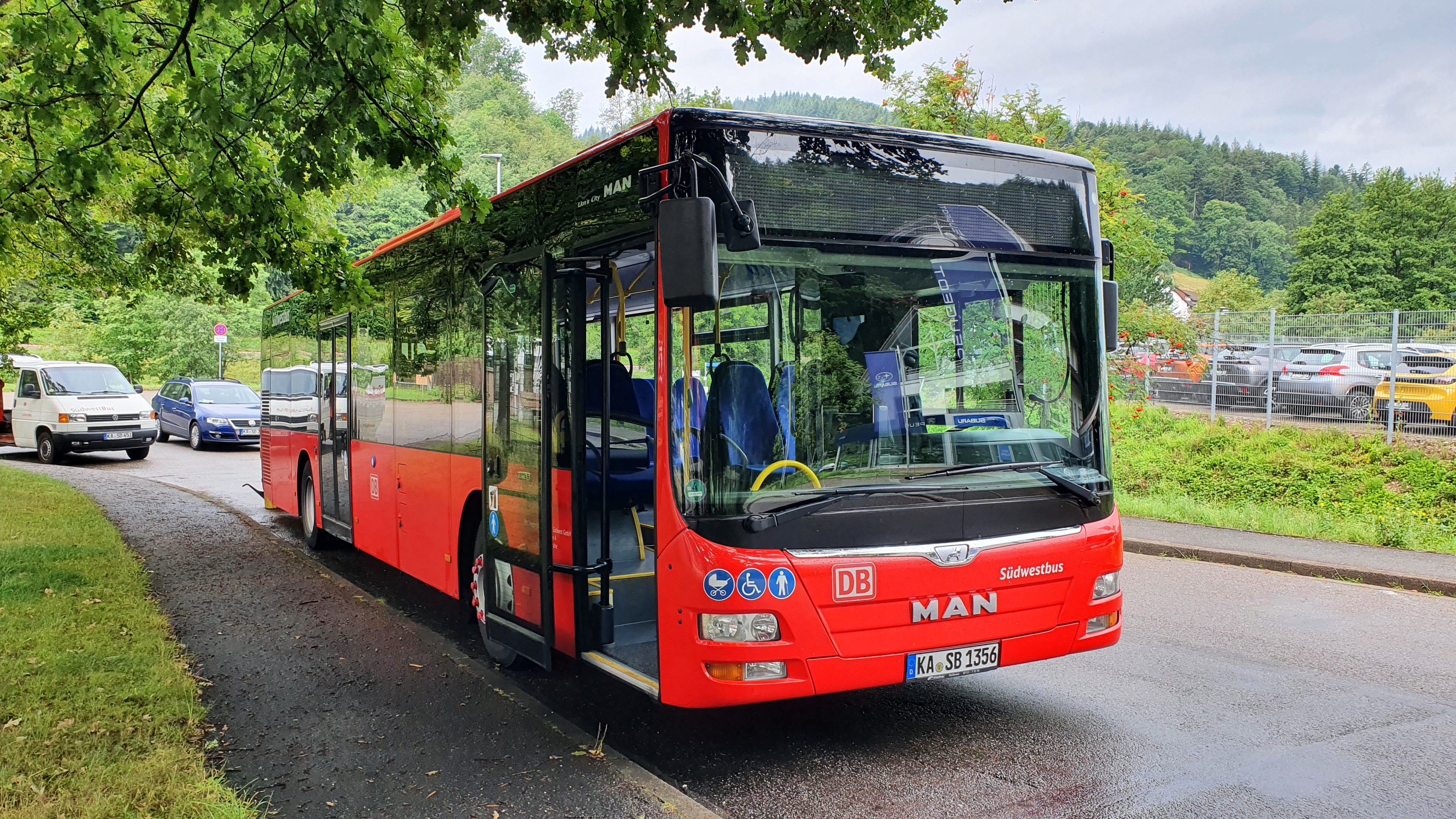
MAN A20 Baujahr 2016

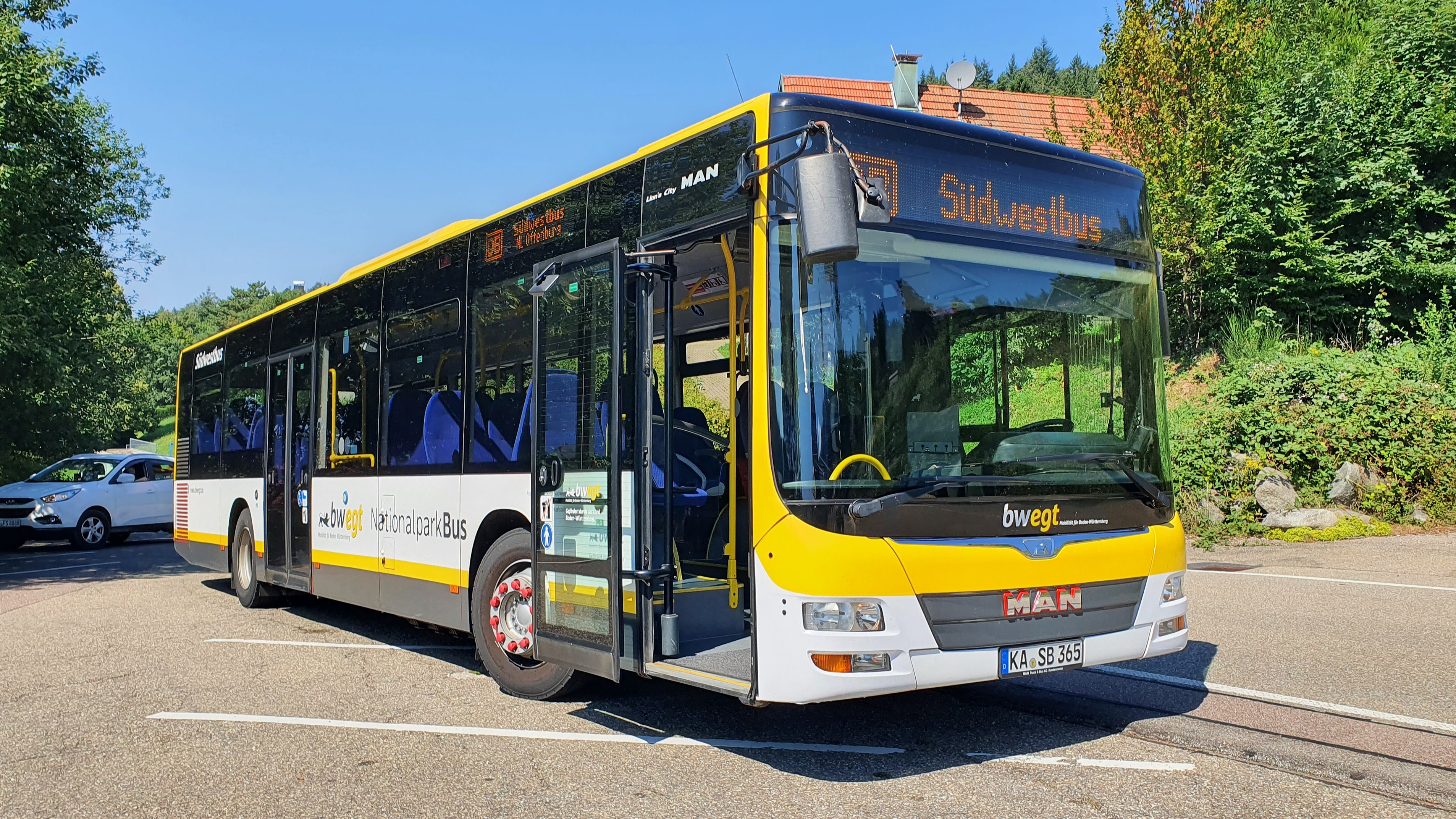
MAN A20 im Bwegt Design für die Nationalparklinie

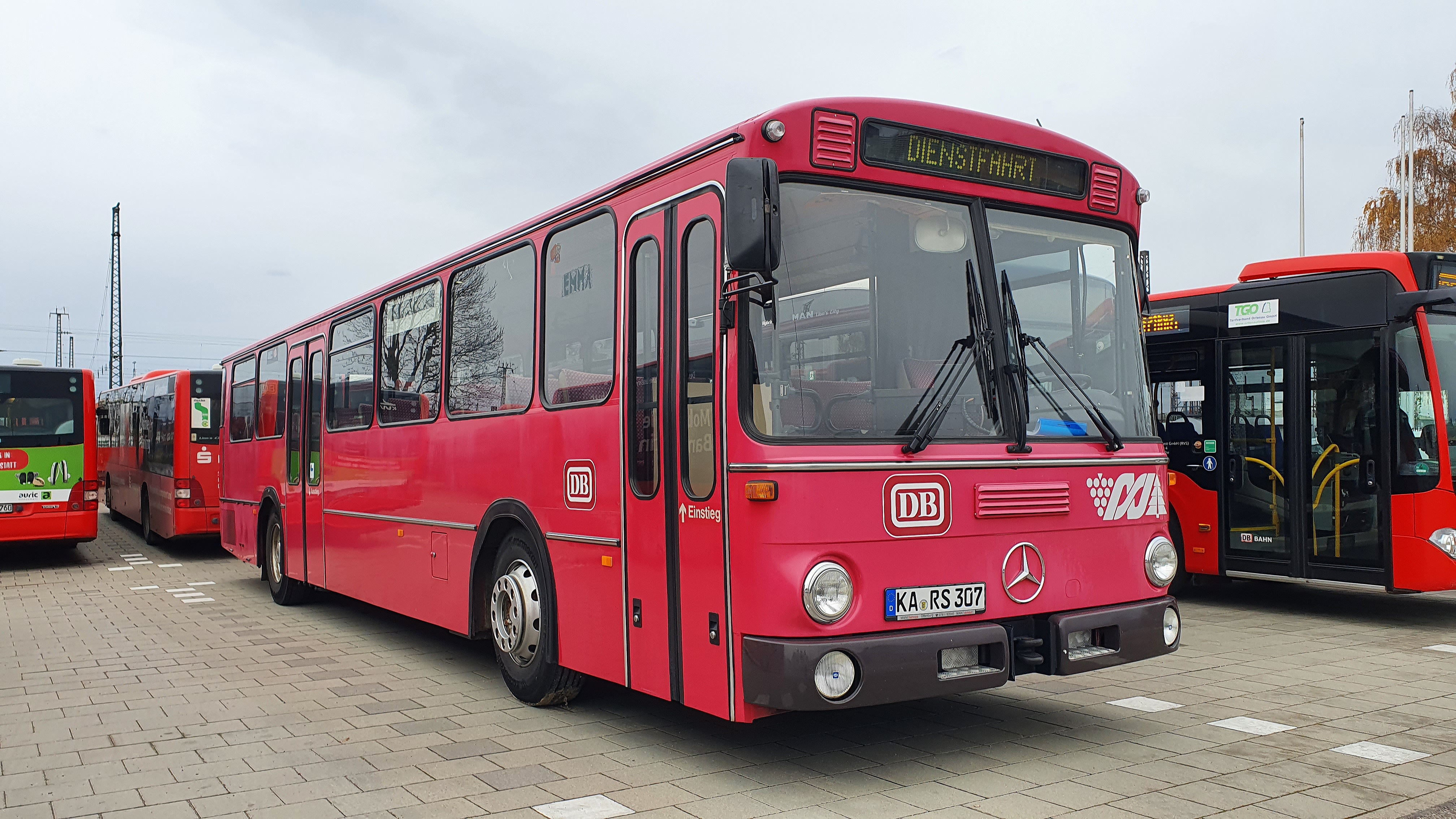
Bis 2023 noch im Fuhrpark ein Mercedes-Benz O307

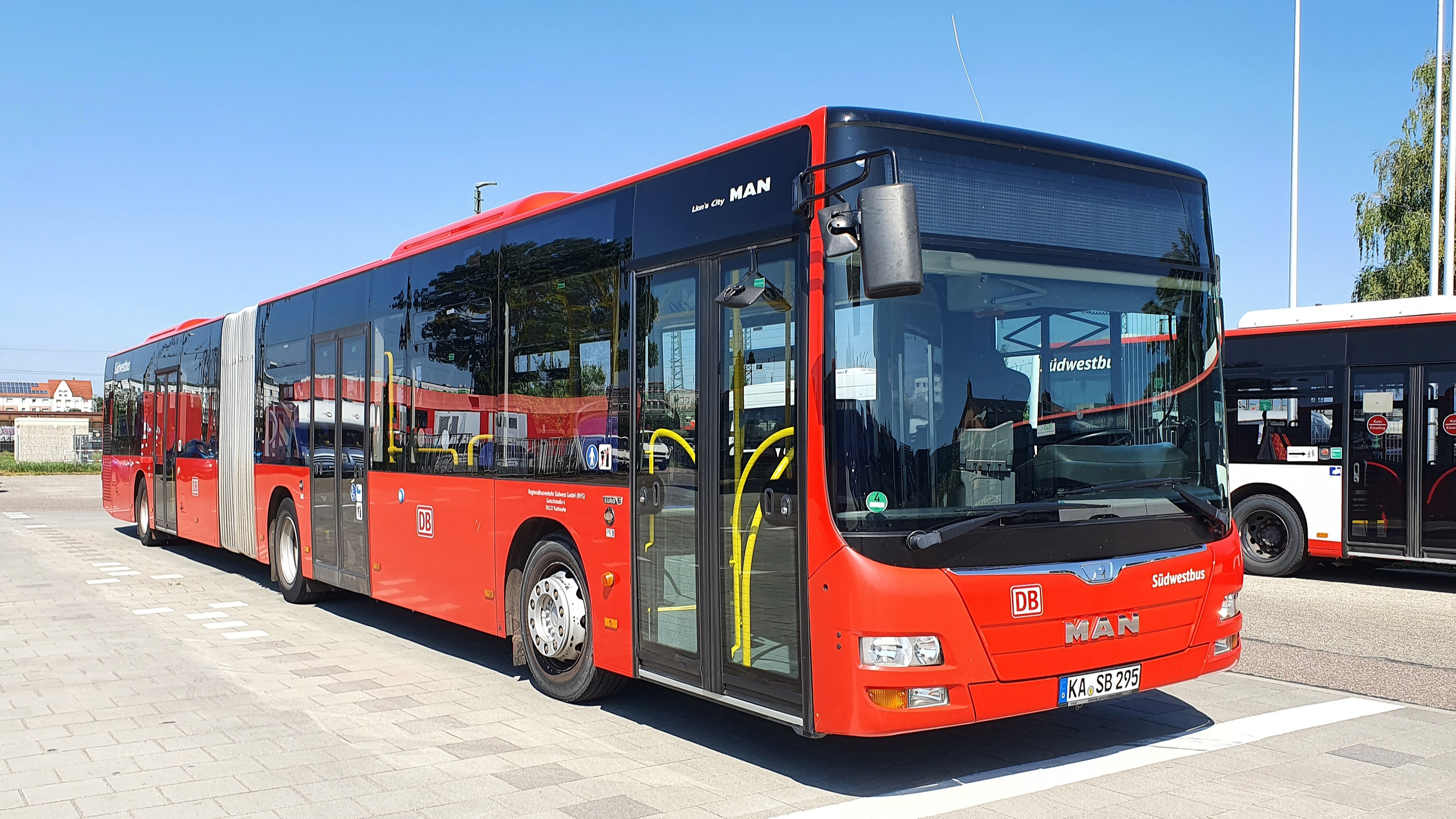
MAN A23 Baujahr 2015

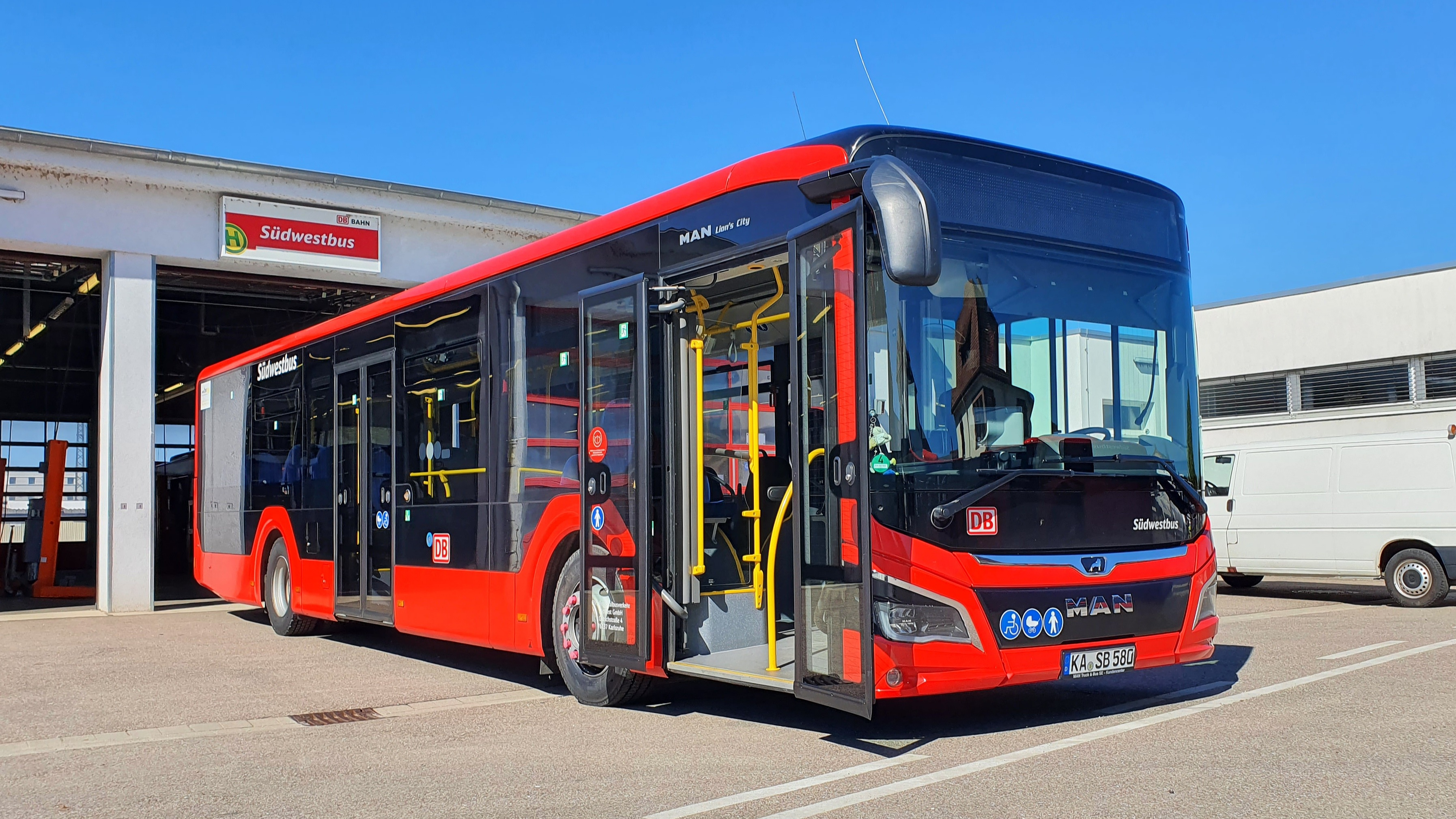
MAN 12C Baujahr 2020

## Buslinien

Altes Logo der SüdwestBus

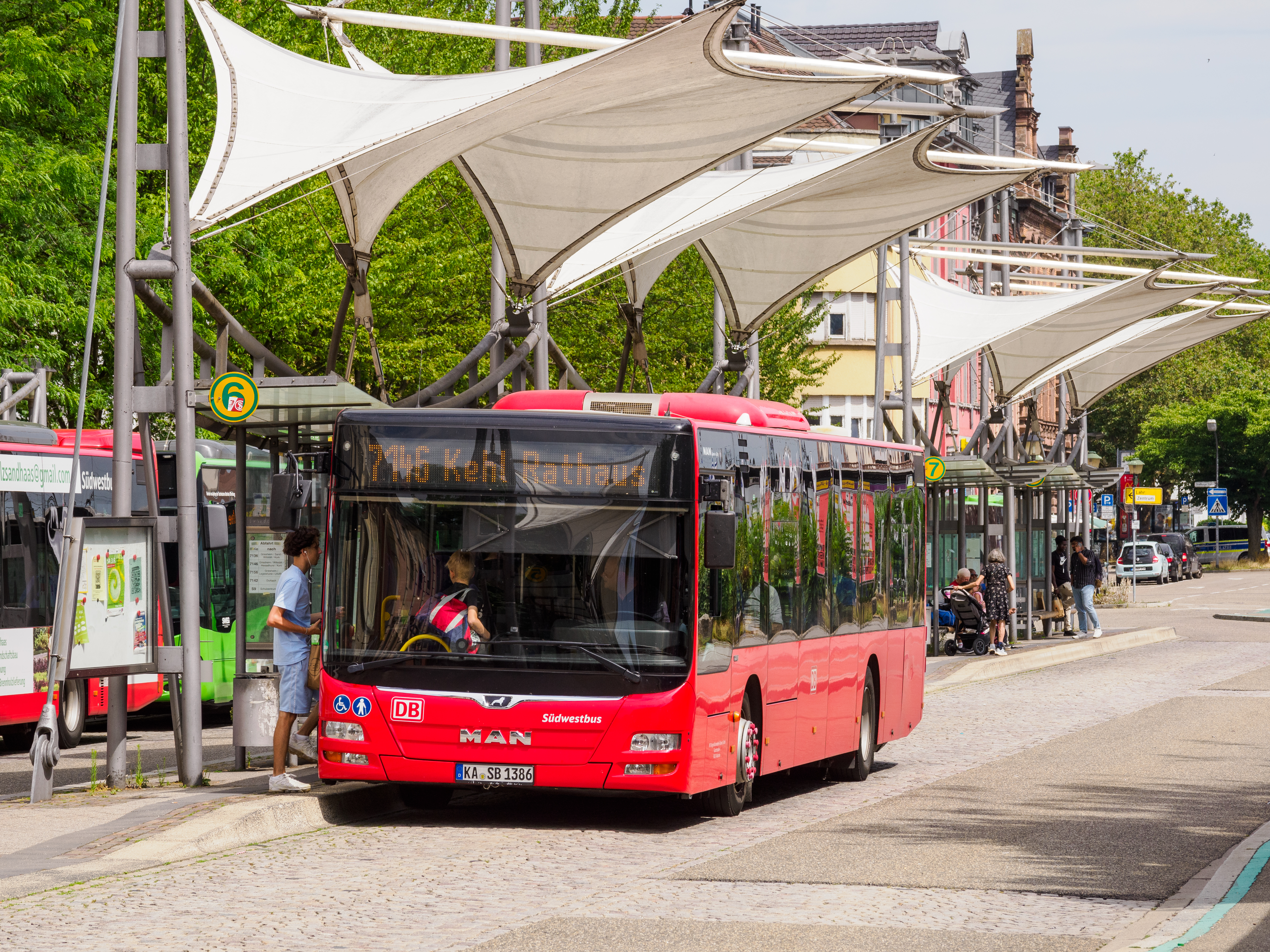
MAN A20 Lion’s City Ü

### Buslinien im VVS (Verkehrsverbund Stuttgart)
| Linie | Linienweg |
| ----- | --- |
| 666   | Pforzheim – Tiefenbronn – Lehningen – Weil der Stadt                                                                                                  |
| 670   | Calw – Althengstett – Ostelsheim – Weil der Stadt |
| 762   | Pforzheim – Hagenschieß – Wurmberg – Wimsheim – Friolzheim – Heimsheim – Perouse – Malmsheim Boschcampus – Renningen Bf/Industriestraße (Nachmittags) |
| 767   | Pforzheim – Tiefenbronn – Hausen |

### Buslinien im Naldo (Verkehrsverbund Neckar-Alb-Donau)
| Linie | Linienweg                     |
| ----- | ----------------------------- |
| 7418  | Horb – Eutingen – Ergenzingen |

### Buslinien im KVV (Karlsruher Verkehrsverbund)
| Linie | Linienweg |                   |
| ----- | --- | ----------------- |
| X45   | Baden-Baden – Schwarzwaldhochstraße – Mummelsee – Ruhestein | gemeinsam mit FMO |
| 423   | Achern – Sasbachwalden – Unterstmatt – Mummelsee – Hornisgrinde |                   |
| 715   | Pforzheim – Neuenbürg – Ittersbach (wird Gemeinsam mit FMO Betrieben) |                   |
| 717   | Pforzheim – Neuenbürg – Ittersbach (wird Gemeinsam mit FMO Betrieben) |                   |
| 7135  | Offenburg Bf/ ZOB – Appenweier – Urloffen – Renchen – Achern – (Lauf (Mo–Sa) –) Ottersweier – Bühl an Schultagen auch über Ulm, Nußbach und Nesselried; 3 Fahrten pro Tag auch über Wagshurst |                   |
| 7781  | Altensteig – Enzklösterle – Kaltenbronn |                   |

### Buslinien im VPE (Verkehrsverbund Pforzheim-Enzkreis)
(Quelle: )

#### Stadtbusverkehr Pforzheim
| Linie | Linienweg                                                                     | Linienweg                                                                     |
| ----- | ----------------------------------------------------------------------------- | ----------------------------------------------------------------------------- |
| 1     | Arlinger – Brötzingen – Leopoldplatz – Enzauenpark                            | – Eutingen Nägelishälden                                                      |
| 1     | Arlinger – Brötzingen – Leopoldplatz – Enzauenpark                            | – Eutingen Gartenstadt                                                        |
| 2     | Sonnenhof – Sonnenberg – Leopoldplatz – ZOB/ Hbf – Redtenbacherstraße         | Sonnenhof – Sonnenberg – Leopoldplatz – ZOB/ Hbf – Redtenbacherstraße         |
| 3     | Dillweißenstein – Kupferhammer – Leopoldstraße – ZOB/ Hbf                     | – Hängsteig – Buchbusch                                                       |
| 4     | ZOB/ Hbf – Leopoldstraße – Sedanplatz – Schmuckmuseum – Würm – Huchenfeld     | ZOB/ Hbf – Leopoldstraße – Sedanplatz – Schmuckmuseum – Würm – Huchenfeld     |
| 41    | ZOB/ Hbf – Leopoldstraße – Sedanplatz – Schmuckmuseum – Würm                  | ZOB/ Hbf – Leopoldstraße – Sedanplatz – Schmuckmuseum – Würm                  |
| 42    | ZOB/ Hbf – Leopoldstraße – Sedanplatz – Jahnstraße/ Bleichstraße – Huchenfeld | ZOB/ Hbf – Leopoldstraße – Sedanplatz – Jahnstraße/ Bleichstraße – Huchenfeld |
| 5     | (Seehaus –) Hochschule/ Wildpark – Leopoldstraße – ZOB/ Hbf                   | – Kreuzsteinalle – Hängsteig                                                  |
| 6     | Haidach – Klinikum Pforzheim – Leopoldstraße – ZOB/ Hbf – Wilferdinger Höhe   | Haidach – Klinikum Pforzheim – Leopoldstraße – ZOB/ Hbf – Wilferdinger Höhe   |
| 7     | Rodrücken – Schwarzwaldstraße – Sedanplatz – Leopoldstraße – ZOB/ Hbf         | – Hauptgüterbahnhof                                                           |
| 7     | Rodrücken – Schwarzwaldstraße – Sedanplatz – Leopoldstraße – ZOB/ Hbf         | – Heim am Hachel                                                              |
| 9     | Äußerer Arlinger – Brötzingen – Maihälden – Leopoldplatz – Mäuerach           | Äußerer Arlinger – Brötzingen – Maihälden – Leopoldplatz – Mäuerach           |
| 9r    | Birkenfeld – Äußerer Arlinger                                                 | Birkenfeld – Äußerer Arlinger                                                 |
| 9r    | Mäuerach – Eutingen                                                           |                                                                               |
| 10    | ZOB/ Hbf – Leopoldplatz – Brötzingen – Oberes Enztal                          | ZOB/ Hbf – Leopoldplatz – Brötzingen – Oberes Enztal                          |
| 11    | Wasserturm – Sonnenberg – Brötzingen – Kurze Steig – Wilferdinger Höhe        | Wasserturm – Sonnenberg – Brötzingen – Kurze Steig – Wilferdinger Höhe        |
| 16    | ZOB/ Hbf – Leopoldstraße – Goldschmiedeschule – Haidach                       | – Dresdener Straße                                                            |
| 16    | ZOB/ Hbf – Leopoldstraße – Goldschmiedeschule – Haidach                       | – Altgefäll                                                                   |
| 17    | Heim am Hachel – Hauptgüterbahnhof – ZOB/ Hbf – Leopoldplatz – Weiherberg     | Heim am Hachel – Hauptgüterbahnhof – ZOB/ Hbf – Leopoldplatz – Weiherberg     |
| 43    | ZOB/ Hbf – Leopoldplatz – Sonnenberg – Büchenbronn                            | ZOB/ Hbf – Leopoldplatz – Sonnenberg – Büchenbronn                            |
| 741   | ZOB/ Hbf – Leopoldstraße – Huchenfeld – Hohenwart – Schellbronn               | → Neuhausen → Steinegg → Hamberg                                              |
| 742   | ZOB/ Hbf – Leopoldstraße – Huchenfeld – Hohenwart – Schellbronn               | → Hamberg → Steinegg → Neuhausen                                              |

#### Regionalverkehr VPE (Verkehrsverbund Pforzheim-Enzkreis)
| Linie | Linienweg |
| ----- | --- |
| 666   | Pforzheim – Tiefenbronn – Lehningen – Weil der Stadt |
| 712   | Pforzheim – Jägersteig – Dammfeld – Schönblick – Gründle – Marktplatz/ Kirchplatz                                                                          |
| 715   | Pforzheim – Neuenbürg – Ittersbach (wird Gemeinsam mit FMO Betrieben)                                                                                      |
| 717   | Pforzheim – Neuenbürg – Ittersbach (wird Gemeinsam mit FMO Betrieben)                                                                                      |
| 722   | Pforzheim – Dietlingen – Ellmendingen – Wilferdingen |
| 725   | Neuenbürg – Waldrennach – Schömberg |
| 738   | Pforzheim – Eutingen – Niefern |
| 738a  | Niefern – Kieselbronn |
| 762   | Pforzheim – Hagenschieß – Wurmberg – Wimsheim – Friolzheim – Heimsheim – Perouse – Malmsheim Boschcampus – Renningen Bahnhof/Industriestraße (Nachmittags) |
| 763   | Pforzheim – Hagenschieß – Neubärental – Wurmberg – Wimsheim – Mönsheim – Iptingen (nur morgens)                                                            |
| 767   | Pforzheim – Tiefenbronn – Hausen |

### Buslinien im VGC (Verkehrsgesellschaft Bäderkreis Calw)
(Quelle: )
| Linie | Linienweg                                                                  |
| ----- | -------------------------------------------------------------------------- |
| 670   | Calw – Althengstett – Ostelsheim – Weil der Stadt (i.A. Volz-Reisen, Calw) |
| 725   | Neuenbürg – Waldrennach – Schömberg                                        |
| 7400  | Horb – Eutingen (Gäu) – Vollmaringen – Nagold                              |
| 7405  | Horb – Talheim – Nagold                                                    |
| 7781  | Altensteig – Enzklösterle – Kaltenbronn                                    |
| 7796  | Nagold – Oberschwandorf – Beihingen – Haiterbach                           |
| 7938  | Freudenstadt – Dornstetten – Pfalzgrafenweiler – Altensteig                |
| F9    | Freudenstadt – Hallwangen – Pfalzgrafenweiler – Altensteig                 |

### Buslinien im VGF (Verkehrs-Gemeinschaft Landkreis Freudenstadt)
(Quelle: )

#### Normale Buslinien
| Linie | Linienweg                                                   |
| ----- | ----------------------------------------------------------- |
| 7161  | Freudenstadt – Alpirsbach – Schiltach – Wolfach – Hausach   |
| 7400  | Horb – Eutingen (Gäu) – Vollmaringen – Nagold               |
| 7401  | Isenburg – Horb – Hohenberg                                 |
| 7402  | Horb – Empfingen – Sulz                                     |
| 7403  | Horb – Dettingen – Betra – Sulz                             |
| 7405  | Horb – Talheim – Nagold                                     |
| 7406  | Freudenstadt – Dornstetten – Schopfloch – Horb              |
| 7408  | Horb – Ahldorf – Mühringen                                  |
| 7409  | Alpirsbach – Busenweiler – Betzweiler – 24 Höfe             |
| 7411  | Freudenstadt – Dornstetten – Leinstetten                    |
| 7414  | Alpirsbach – Römlinsdorf – Fluorn – Oberndorf               |
| 7417  | Ahldorf – Mühlen – Horb                                     |
| 7418  | Horb – Eutingen – Ergenzingen                               |
| 7782  | Freudenstadt – Dietersweiler                                |
| 7784  | Freudenstadt – Wittlensweiler – Obermusbach                 |
| 7787  | Freudenstadt – Erzgrube – Göttelfingen – Besenfeld          |
| 7788  | Freudenstadt – Schorrental – Besenfeld – Hochdorf           |
| 7938  | Freudenstadt – Dornstetten – Pfalzgrafenweiler – Altensteig |

#### Freizeitbuslinien
| Linie | Linienweg                                                                                        |
| ----- | ------------------------------------------------------------------------------------------------ |
| F9    | Freudenstadt – Hallwangen – Pfalzgrafenweiler – Altensteig                                       |
| F10   | Freudenstadt – Dietersweiler – Glatten – Schopfloch                                              |
| F14   | Freudenstadt – Loßburg – Alpirsbach                                                              |
| F15   | (Oberndorf –) Peterzell – Alpirsbach                                                             |
| F19   | Freudenstadt – Loßburg – Wittendorf – Lombach – Dornhan                                          |
| X45   | Baden-Baden – Schwarzwaldhochstraße – Mummelsee – Ruhestein                                      |
| 400   | Achern – Sasbachwalden – Mummelsee – Ruhestein                                                   |
| 425   | Oppenau – Lierbach – Allerheiligen – Ottenhöfen – Seebach – Ruhestein – Mummelsee – Hornisgrinde |

### Buslinien im move (Verkehrsverbund Schwarzwald-Baar-Heuberg)
(Quelle: )
| Linie | Linie | Linienweg                                                 |
| ----- | ----- | --------------------------------------------------------- |
| F15   |       | (Oberndorf –) Peterzell – Alpirsbach                      |
| F19   |       | Freudenstadt – Loßburg – Wittendorf – Lombach – Dornhan   |
| 7150  |       | Hausach – Wolfach – Gutach – Hornberg – Triberg           |
| 7161  | 7161  | Freudenstadt – Alpirsbach – Schiltach – Wolfach – Hausach |
| 7402  | 7402  | Horb – Empfingen – Sulz                                   |
| 7403  | 7403  | Horb – Dettingen – Betra – Sulz                           |
| 7404  | 7404  | Oberndorf – Aistaig – Sulz                                |
| 7409  | 7409  | Alpirsbach – Busenweiler – Betzweiler – 24 Höfe           |
| 7410  | 7410  | Sulz – Glattal – Dornhan – Weiden – Sulz                  |
| 7411  | 7411  | Freudenstadt – Dornstetten – Leinstetten                  |
| 7414  | 7414  | Alpirsbach – Römlinsdorf – Fluorn – Oberndorf             |
| 7415  | A     | Lindenhof – Bahnhof/ ZOB – Altoberndorf – Webertal        |
| 7415  | B     | Lindenhof – Bahnhof/ ZOB – Aistaig                        |
| 7432  | 7432  | Sulz – Vöhringen – Bochingen – Oberndorf                  |

### Buslinien im TGO (Tarifverbund Ortenau)
(Quelle: )
| Linie | Linienweg |
| ----- | --- |
| K2    | Kehl Rathaus – Sölling |
| K5    | Kehl Rathaus – Zierolshofen |
| X45   | Baden-Baden – Schwarzwaldhochstraße – Mummelsee – Ruhestein |
| 400   | Achern – Sasbachwalden – Mummelsee – Ruhestein |
| 423   | Achern – Sasbachwalden – Unterstmatt – Mummelsee – Hornisgrinde |
| 425   | Oppenau – Lierbach – Allerheiligen – Ottenhöfen – Seebach – Ruhestein – Mummelsee – Hornisgrinde                                                                                              |
| 7122  | Achern – Lauf |
| 7124  | Achern – Oberachern – Oberkirch |
| 7134  | Offenburg Bf/ ZOB – Reichenbach – Gengenbach – Bermersbach – Berghaupten |
| 7135  | Offenburg Bf/ ZOB – Appenweier – Urloffen – Renchen – Achern – (Lauf (Mo–Sa) –) Ottersweier – Bühl An Schultagen auch über Ulm, Nußbach und Nesselried; 3 Fahrten pro Tag auch über Wagshurst |
| 7136  | Offenburg Bf/ ZOB – Willstätt – Kehl |
| 7137  | Offenburg Bf/ ZOB – Appenweier – Oberkirch – Oppenau – Bad Griesbach |
| 7141  | Offenburg Bf/ ZOB – Friesenheim – Lahr |
| 7142  | Offenburg Bf/ ZOB – Rammersweier – Ebersweier – Durbach |
| 7144  | Offenburg Bf/ ZOB – Weier – Hesselhurst – Eckartsweier – Kehl |
| 7146  | Offenburg Bf/ ZOB – Willstätt – Hesselhurst – Kehl |
| 7150  | Hausach – Wolfach – Gutach – Hornberg – Triberg |
| 7151  | Welschensteinach – Mühlenbach – Hausach |
| 7156  | Offenburg Bf/ ZOB – Griesheim – Willstätt – Legelshurst – Urloffen |
| 7160  | Offenburg Bf/ ZOB – Gengenbach – Biberach – Steinach – Haslach – Hausach – Wolfach |
| 7161  | Hausach – Wolfach – Schiltach – Alpirsbach – Freudenstadt |

### Ehemalige Linien
| Linie | Strecke                                                                                        | Linienbündel          | Übernahme | Abgabe        |
| ----- | ---------------------------------------------------------------------------------------------- | --------------------- | --- | ------------- |
| 101   | (Moosbronn – Freiolsheim –) Völkersbach – Schöllbronn – Ettlingen                              | Albtal I              | Friedrich Müller Omnibusunternehmen GmbH, Schwäbisch Hall                                                            | 12.12.2020    |
| 102   | Schöllbronn – Schluttenbach – Ettlingenweier                                                   | Albtal I              | Friedrich Müller Omnibusunternehmen GmbH, Schwäbisch Hall                                                            | 12.12.2020    |
| 106   | Ettlingen – Forchheim – Mörsch – Neuburgweier                                                  | Albtal I              | Friedrich Müller Omnibusunternehmen GmbH, Schwäbisch Hall                                                            | 12.12.2020    |
| 108   | Ettlingen – AfB                                                                                | Albtal I              | Friedrich Müller Omnibusunternehmen GmbH, Schwäbisch Hall                                                            | 12.12.2020    |
| 109   | Ettlingen Stadt – Industriegebiet – Kleiner Plom                                               | Albtal I              | Friedrich Müller Omnibusunternehmen GmbH, Schwäbisch Hall                                                            | 12.12.2020    |
| 120   | Weingarten – Staffort – Spöck                                                                  | Hardt Ost             | Friedrich Müller Omnibusunternehmen GmbH, Schwäbisch Hall                                                            | 10.12.2023    |
| 121   | Blankenloch – Staffort – Büchenau                                                              | Hardt Ost             | Friedrich Müller Omnibusunternehmen GmbH, Schwäbisch Hall                                                            | 10.12.2023    |
| 122   | Weingarten – Staffort – Blankenloch                                                            | Hardt Ost             | Friedrich Müller Omnibusunternehmen GmbH, Schwäbisch Hall                                                            | 10.12.2023    |
| 123   | Bruchsal – Karlsdorf-Neuthard                                                                  |                       | Friedrich Müller Omnibusunternehmen GmbH, Schwäbisch Hall                                                            |               |
| 124   | Graben-Neudorf – Hochstetten                                                                   |                       | Friedrich Müller Omnibusunternehmen GmbH, Schwäbisch Hall                                                            |               |
| 125   | Kirrlach – Waghäusel – Forst – Bruchsal – Karlsdorf-Neuthard – Stutensee – Karlsruhe           |                       | Friedrich Müller Omnibusunternehmen GmbH, Schwäbisch Hall                                                            |               |
| 126   | Graben-Neudorf – Waghäusel                                                                     |                       | Friedrich Müller Omnibusunternehmen GmbH, Schwäbisch Hall                                                            |               |
| 127   | Wiesental – Phillipsburg                                                                       |                       | Friedrich Müller Omnibusunternehmen GmbH, Schwäbisch Hall                                                            |               |
| 128   | Waghäusel – Oberhausen – Rheinhausen (– Altlußheim)                                            |                       | Friedrich Müller Omnibusunternehmen GmbH, Schwäbisch Hall                                                            |               |
| 144   | Bretten – Großvillars – Kürnbach                                                               |                       | Wöhrle, Bretten | 2015          |
| 187   | Helmsheim – Obergrombach – Untergrombach – Büchenau – Spöck                                    | Hardt Ost             | Friedrich Müller Omnibusunternehmen GmbH, Schwäbisch Hall                                                            | 10.12.2023    |
| 188   | Büchenau – Untergrombach – Bruchsal                                                            | Hardt Ost             | Friedrich Müller Omnibusunternehmen GmbH, Schwäbisch Hall                                                            | 10.12.2023    |
| 189   | Untergrombach – Obergrombach – Helmsheim – Heidelsheim – Bruchsal/Gondelsheim                  | Hardt Ost             | Friedrich Müller Omnibusunternehmen GmbH, Schwäbisch Hall                                                            | 10.12.2023    |
| 700   | Mühlacker – Maulbronn – Knittlingen – Bretten                                                  |                       | Engel, Mühlacker | 2019          |
| 702   | Mühlacker – Sternenfels – Oberderdingen-Flehingen                                              |                       | Engel, Mühlacker | 2019          |
| 703   | Mühlacker – Wiernsheim – Iptingen                                                              |                       | Bietergemeinschaft Seiz, Vaihingen/Enz und Klingel, Weil der Stadt                                                   | 2018          |
| 704   | Maulbronn – Zaisersweiher – Schützingen                                                        | Maulbronn/Knittlingen | Aufgegangen in Linie 706: Friedrich Wöhrle, Oberderdingen                                                            | 10.12.2023    |
| 706   | Maulbronn – Zaisersweiher – Diefenbach – Freudenstein – Knittlingen                            | Maulbronn/Knittlingen | Friedrich Wöhrle, Oberderdingen                                                                                      | 10.12.2023    |
| 709   | Pforzheim – Neuenbürg – Bad Wildbad (– Urnagold)                                               |                       | Eingestellt | 2018          |
| 710   | Calw – Wildberg – Nagold                                                                       |                       | Bietergemeinschaft Regionalverkehr Alb-Bodensee GmbH, Ulm, Klumpp-Reisen, Baiersbronn und Süßer-Reisen, Deckenpfronn | 31.12.2020    |
| 716   | Pforzheim – Neuenbürg – Bad Herrenalb                                                          |                       | Müller, Birkenfeld-Gräfenhausen                                                                                      | 2018          |
| 734   | Pforzheim – Kieselbronn – Dürrn – Knittlingen                                                  | Maulbronn/Knittlingen | Friedrich Wöhrle, Oberderdingen                                                                                      | 10.12.2023    |
| 735   | Pforzheim – Kieselbronn – Dürrn – Maulbronn                                                    | Maulbronn/Knittlingen | Friedrich Wöhrle, Oberderdingen                                                                                      | 10.12.2023    |
| 748   | Mühlacker – Ötisheim – Dürrn                                                                   |                       | Bietergemeinschaft Seiz, Vaihingen/Enz und Klingel, Weil der Stadt                                                   | 2018          |
| 751   | Mühlacker – Enzberg                                                                            |                       | Bietergemeinschaft Seiz, Vaihingen/Enz und Klingel, Weil der Stadt                                                   | 2018          |
| 824   | Unterreichenbach – Bad Liebenzell – Calw                                                       |                       | Volz, Calw-Hirsau | 12.01.2020    |
| 7780  | (Calmbach –) Bad Wildbad – Sprollenhaus – (Kaltenbronn –) Poppeltal – Besenfeld – Freudenstadt | Calw Südwest          | Jetzt Linie X78 Betreiber: Regionalverkehr Alb-Bodensee, Ulm                                                         | 31.07.2022    |
| 7781  | Altensteig – Enzklösterle – Sprollenhaus – Kaltenbronn                                         | Calw Südwest          | Jetzt Linie F20 Betreiber: Regionalverkehr Alb-Bodensee, Ulm                                                         | 31.07.2022    |
| S2    | Landratsamt – Offenburg ZOB – Bohlsbach – Windschläg                                           |                       | SWEG – S2 fährt zwischen Zell-Weierbach und Albersbösch                                                              | ca. 2017      |
| S4    | Weier – Offenburg ZOB – Offenburg Hölderlinstraße                                              |                       | SWEG – S4 fährt zwischen Landratsamt und Windschläg                                                                  | ca. 2017      |
| S6    | Griesheim – Bühl – Offenburg ZOB – Elgersweier – Diersburg                                     |                       | SWEG – S6 fährt zwischen Offenburg ZOB und Diersburg Rathaus                                                         | ca. 2017      |
| RB1   | Oberkirch – Ringelbach – Tiergarten – Zusenhofen – Bottenau – Oberkirch                        |                       | Faller Reisen, Bühl                                                                                                  | 15.12.2019    |
| RB2   | Oberkirch – Bottenau – Zusenhofen – Tiergarten – Ringelbach – Oberkirch                        |                       | Faller Reisen, Bühl                                                                                                  | 15.12.2019    |
| RB3   | Oberkirch – Ödsbach                                                                            |                       | Faller Reisen, Bühl                                                                                                  | 15.12.2019    |
| 198   | Graben – Neudorf – Rußheim – Liedolsheim – Graben-Neudorf                                      |                       | Friedrich Müller Omnibusunternehmen GmbH, Schwäbisch Hall                                                            |               |
| 244   | Baden-Baden – Gernsbach – Loffenau (– Bad Herrenalb)                                           |                       | Eberhardt Reisen, Engelsbrand                                                                                        | Dezember 2021 |
| 246   | Forbach – Hundsbach                                                                            |                       | Friedrich Müller Omnibusunternehmen GmbH, Schwäbisch Hall                                                            | 2020          |
| 252   | Sulzbach – Ottenau – Gaggenau – Bad Rotenfels                                                  |                       | Eberhardt Reisen, Engelsbrand                                                                                        | 12.2021       |
| 254   | Gaggenau – Oberweier – Niederweier                                                             |                       | Eberhardt Reisen, Engelsbrand                                                                                        | 12.2021       |
| 262   | (Sasbach –) Bühl – Steinbach – Sinzheim – Baden-Baden                                          |                       | Friedrich Müller Omnibusunternehmen GmbH, Schwäbisch Hall                                                            |               |
| 263   | Bühl – Bühlertal – Sand – Herrenwies – Forbach                                                 |                       | Friedrich Müller Omnibusunternehmen GmbH, Schwäbisch Hall                                                            |               |
| 264   | Bühl – Ottersweier – Neusatz – Bühlertal – Bühl                                                |                       | Friedrich Müller Omnibusunternehmen GmbH, Schwäbisch Hall                                                            |               |
| 265   | Lauf – Ottersweier – Bühl                                                                      |                       | Friedrich Müller Omnibusunternehmen GmbH, Schwäbisch Hall                                                            |               |
| 266   | Bühl – Ottersweier – Unzhurst                                                                  |                       | Friedrich Müller Omnibusunternehmen GmbH, Schwäbisch Hall                                                            |               |

### Sonstige
| Linie | Strecke Bruchsaler Stadtbusse bis Linie 186:                                                      |
| ----- | ------------------------------------------------------------------------------------------------- |
| 180   | Rendezvous-Stadtwerke-Südstadt-Ärztehaus-Stadtwerke-Rendezvous                                    |
| 181   | Rendezvous–Friedhof–Weiherberg-Rendezvous (Weiherberg Richtung Rendezvous nicht über Friedhof)    |
| 182   | Am Mantel–Rendezvous–Krankenhaus–Augsteiner–Rendezvous–Am Mantel                                  |
| 183   | Am Mantel–Rendezvous–Augsteiner–Krankenhaus–Rendezvous–Am Mantel                                  |
| 185   | Bruchsal Rendezvous–Heidelsheim–Helmsheim–Obergrombach–Untergrombach–Büchenau–Bruchsal Rendezvous |
| 186   | Bruchsal Rendezvous–Büchenau–Untergrombach–Obergrombach–Helmsheim–Heidelsheim–Bruchsal Rendezvous |